# Chambre des représentants (Fidji)
La Chambre des représentants est la chambre basse du parlement des Fidji de 1970 à 2006.

## Histoire
Lors de l'unification de l'archipel fidjien par le roi auto-proclamé Ratu Seru Epenisa Cakobau, une Assemblée législative siège pour la première fois en 1871. Les Fidji sont annexées à l'Empire britannique en 1874 à la demande de Ratu Seru, et en 1875 le gouverneur colonial Sir Arthur Gordon établit un Conseil législatif. La composition de ce conseil évolue, et dans les années 1960, en préparation à l'indépendance, un gouvernement responsable est institué et les sièges au Conseil sont répartis entre les différentes communautés ethniques de la colonie : Fidjiens autochtones, Indo-Fidjiens, et autres. Ratu Sir Kamisese Mara, dont le parti de l'Alliance a remporté les élections législatives de 1966, devient ministre-en-chef, et conduit le pays à l'indépendance en 1970.
Le jour de l'indépendance, le Conseil législatif devient la Chambre des représentants, tandis qu'est également établi un Sénat, chambre haute dont les membres sont nommés par le Gouverneur général sur recommandation de diverses instances. En application de la constitution de 1970, les cinquante-deux sièges à la Chambre des représentants sont répartis comme suit, à compter des élections de 1972 : vingt-deux pour les autochtones, vingt-deux pour les Indo-Fidjiens, et huit pour l'ensemble indifférencié des autres minorités ethniques (citoyens d'ascendance européenne, chinoise...),.
En 1987, des militaires prônant la suprématie politique de la population autochtone mènent deux coups d'État successifs qui mettent fin à la constitution de 1970. Le parlement est suspendu. Une nouvelle constitution en 1990, imposée par le régime militaire, modifie la répartition ethnique des sièges : trente-sept (sur soixante-dix) pour les autochtones, vingt-sept pour les Indo-Fidjiens (pourtant plus nombreux que les autochtones), et cinq pour les autres minorités. C'est avec ces dispositions que le parlement est restauré au travers d'élections en 1992. En 1997, une troisième constitution établit la répartition suivante : vingt-trois sièges (sur soixante-et-onze) pour les autochtones, dix-neuf pour les Indo-Fidjiens (dont le nombre a décru car beaucoup ont émigré après les coups d'État), un pour les Rotumiens, trois pour les autres minorités confondues, et vingt-cinq sièges qui ne sont pas pré-attribués à telle ou telle communauté et dépendent donc du vote des électeurs,,.
En 2006, le contre-amiral Frank Bainimarama renverse le gouvernement du Premier ministre Laisenia Qarase, l'accusant de diviser le pays et de fomenter des tensions en menant des politiques de « discrimination positive » en faveur des autochtones ; Qarase est un nationaliste autochtone dans la lignée des auteurs des coups d'État de 1987. Le contre-amiral Bainimarama prend le pouvoir en promettant de mettre fin à la racialisation de la vie politique fidjienne. Le parlement est abrogé, et un nouveau Parlement des Fidji est créé, dont les membres sont élus au scrutin de liste et au suffrage universel indifférencié, sans répartition ethnique des sièges,,.

## Fonctions et prérogatives
La constitution de 1970 dispose que les membres de la Chambre des représentants élisent parmi eux un président de la Chambre (en anglais, Speaker of the House) (art. 36). La Chambre des représentants et le Sénat disposent ensemble du pouvoir législatif, mais seule la Chambre des représentants a l'initiative des lois (art. 53). Le Sénat ne peut amender ou rejeter un projet de loi relatif au budget sans l'accord de la Chambre des représentants (art. 63).
Les Fidji ayant un régime parlementaire, seule peut devenir Premier ministre des Fidji la personne ayant la confiance d'une majorité des membres de la Chambre des représentants. Elle doit par ailleurs elle-même être membre de cette Chambre (art. 73). La Chambre des représentants dispose du pouvoir de démettre le Premier ministre et son gouvernement par une motion de censure (art. 74). Ce pouvoir n'a été utilisé qu'une fois : En juin 1977, à la suite d'élections législatives en mars, l'opposition parlementaire obtient une courte majorité pour faire échouer le vote de confiance initié par le Premier ministre Ratu Sir Kamisese Mara en son gouvernement minoritaire.

## Liste des présidents de la Chambre
| Nom                   | Mandat    | Parti                            | Remarques                                                                                            |
| Sir Ronald Kermode    | 1970-1972 | Parti de l'Alliance              | |
| R. D. Patel (en)      | 1972-1976 | Parti de la fédération nationale | |
| Sir Vijay R. Singh    | 1976-1977 | Parti de l'Alliance              | |
| Mosese Qionibaravi    | 1977-1982 | Parti de l'Alliance              | |
| Tomasi Vakatora       | 1982-1987 | Parti de l'Alliance              | |
| Militoni Leweniqila   | 1987      | Parti de l'Alliance              | Mandat interrompu par un coup d'État. Poste vacant jusqu'en 1992.                                    |
| Apenisa Kurisaqila    | 1992-2000 | Soqosoqo ni Vakavulewa ni Taukei | Mandat interrompu par un coup d'État. Poste vacant jusqu'en 2001.                                    |
| Ratu Epeli Nailatikau | 2001-2006 | indépendant                      | Par la suite président de la République.                                                             |
| Pita Nacuva           | 2006      | Parti des Fidji unies            | Ancien ambassadeur des Fidji aux États-Unis. Mandat interrompu par un coup d'État. Parlement abrogé. |

## Résultats des élections de 1972 à 2006
à venir